# Heracleón
Heracleón fue un gnóstico que por los años 140 abrazó el sistema de Valentin y lo propagó principalmente en Sicilia. 
San Epifanio dice que Heracleon añadió a los errores de su maestro sus propias visiones y quiso reformar en algo la teología de aquel. Afirmaba que Dios no era el creador del mundo y que este era obra de uno de los eones. Distinguía dos mundos, uno corpóreo y visible y otro espiritual e invisible y solo atribuía a Dios la formación del último. Para confirmar esta opinión alteraba las palabras del Evangelio de San Juan: Todas las cosas fueron hechas por él y sin él no se hizo nada; añadiendo estas otras de su cabeza: de las cosas que hay en el mundo. 
Deprimía mucho la ley antigua y desechaba sus profecías, las cuales según él eran unos sonidos al aire que no significaban nada. Había compuesto un comentario del Evangelio de San Lucas, del que cita algunos fragmentos Clemente de Alejandría y otro del Evangelio de San Juan, del cual copia Orígenes varios trozos en su propio comentario del mismo Evangelio y ordinariamente es para contradecirlos y refutarlos. Heracleón era aficionado a explicar la sagrada escritura de un modo alegórico y buscar un sentido misterioso en las cosas más sencillas, y de tal modo abusaba de este método que Orígenes, aunque también gran alegorista, no pudo menos de censurárselo.
No se acusa a los heracleonitas de haber confutado la autenticidad ni la verdad de los evangelios, sino solo de haber torcido el sentido de ellos por medio de interpretaciones místicas: así pues esta autenticidad se miraba como incontestable. No se dice que negasen o pusiesen en duda ninguno de los hechos publicados por los apóstoles y referidos en los Evangelios; luego estos hechos eran de una certeza ineluctable. Las diferentes sectas de valentinianos no estaban subyugadas por la autoridad de los apóstoles, pues la mayor parte de sus doctores se creían más ilustrados que los apóstoles y tomaban por orgullo el título de gnósticos o inteligentes. Sin embargo al principio del siglo II estaba bastante fresca la fecha de los sucesos para poder saber si eran verdaderos o falsos, ciertos o dudosos, públicos o apócrifos.